# Wasilij Czernyszow (1908–1969)
Wasilij Jefimowicz Czernyszow (ros. Василий Ефимович Чернышёв, ur. 13 sierpnia?/26 sierpnia 1908 we wsi Krasnoje w guberni orłowskiej, zm. 12 listopada 1969 w Moskwie) – radziecki polityk i dowódca partyzancki, członek KC KPZR (1952-1969), Bohater Związku Radzieckiego (1944).

## Życiorys
W latach 1926–1927 w Armii Czerwonej, od 1927 w WKP(b), 1927 ukończył Orłowską Szkołę Piechoty Armii Czerwonej, 1928-1929 sekretarz odpowiedzialny rejonowego komitetu Komsomołu w Briańsku. Od 1929 kierownik wydziału okręgowego komitetu Komsomołu w Briańsku, potem sekretarz odpowiedzialny tego komitetu, 1930 ukończył Briański Uniwersytet Komunistyczny. Od 1933 I sekretarz Komitetu Miejskiego Komsomołu w Klińcach, potem I sekretarz Błagowieszczeńskiego Komitetu Miejskiego Komsomołu, 1935-1937 I sekretarz Komitetu Okręgowego Komsomołu w Połocku, 1937-1938 I sekretarz Komitetu Rejonowego Komunistycznej Partii (bolszewików) Białorusi w Żłobinie, 1938-1939 dyrektor technikum medycznego w Żłobinie. Od stycznia 1940 do marca 1941 I sekretarz Wasiliszkowskiego Komitetu Rejonowego KP(b)B, od marca 1941 sekretarz Komitetu Obwodowego KP(b)B w Baranowiczach ds. transportu, od 2 października do 16 listopada 1942 pełnomocnik KC KP(b)B w Podziemnym Komitecie Obwodowym w Baranowiczach, potem pełnomocnik KC KP(b)B na obwód baranowicki. Od 19 marca 1943 do lipca 1944 sekretarz Podziemnego Komitetu Obwodowego KP(b)B w Baranowiczach, od 1943 dowódca Baranowickiego Zgrupowania Partyzanckiego, 16 września 1943 mianowany generałem majorem. 1 grudnia 1943 na polecenie I sekretarza KC KP(b)B Pantelejmona Ponomarienki był (obok dowódcy Brygady Partyzanckiej im. Stalina, Pawła Gulewicza) jednym z organizatorów i sprawców podstępnego rozbrojenia Zgrupowania Stołpeckiego AK i wymordowania części jego żołnierzy. Od 20 lipca 1944 do października II sekretarz Komitetu Obwodowego KP(b)B w Baranowiczach, od października 1946 do grudnia 1948 I sekretarz Komitetu Obwodowego KP(b)B w Brześciu, od grudnia 1948 do czerwca 1950 I sekretarz Komitetu Obwodowego KP(b)B w Mińsku. Od 18 lutego 1949 do 20 września 1952 członek KC KP(b)B, od 19 lutego 1949 do 10 lipca 1951 członek Biura Politycznego KP(b)B, od 3 czerwca 1950 do 10 lipca 1951 sekretarz KC KP(b)B. Od 4 lipca 1951 do 22 maja 1959 I sekretarz Komitetu Obwodowego WKP(b)/KPZR w Królewcu, od 14 października 1952 do śmierci członek KC KPZR. Od maja 1959 do 18 marca 1969 I sekretarz Nadmorskiego Krajowego Komitetu KPZR, od marca 1969 I zastępca przewodniczącego Komisji Kontroli Partyjnej przy KC KPZR. Deputowany do Rady Najwyższej ZSRR od 3 do 7 kadencji. Pochowany na Cmentarzu Nowodziewiczym.

## Odznaczenia
- Złota Gwiazda Bohatera Związku Radzieckiego (1 stycznia 1944[1])
- Order Lenina (sześciokrotnie)
- Order Suworowa I klasy (15 sierpnia 1944)
- Order Czerwonego Sztandaru Pracy
- Order Czerwonej Gwiazdy (1 września 1942)
- Medal „Partyzantowi Wojny Ojczyźnianej” I klasy

I medale.